# Peschadoires
Peschadoires é uma comuna francesa na região administrativa de Auvérnia-Ródano-Alpes, no departamento Puy-de-Dôme. Estende-se por uma área de 20,62 km². Em 2010 a comuna tinha 2 171 habitantes (densidade: 105,3 hab./km²).